# Scoliopus hallii
Scoliopus hallii är en liljeväxtart som beskrevs av Sereno Watson. Scoliopus hallii ingår i släktet Scoliopus och familjen liljeväxter.
Artens utbredningsområde är Oregon. Inga underarter finns listade.